# Wasserhauseinführung

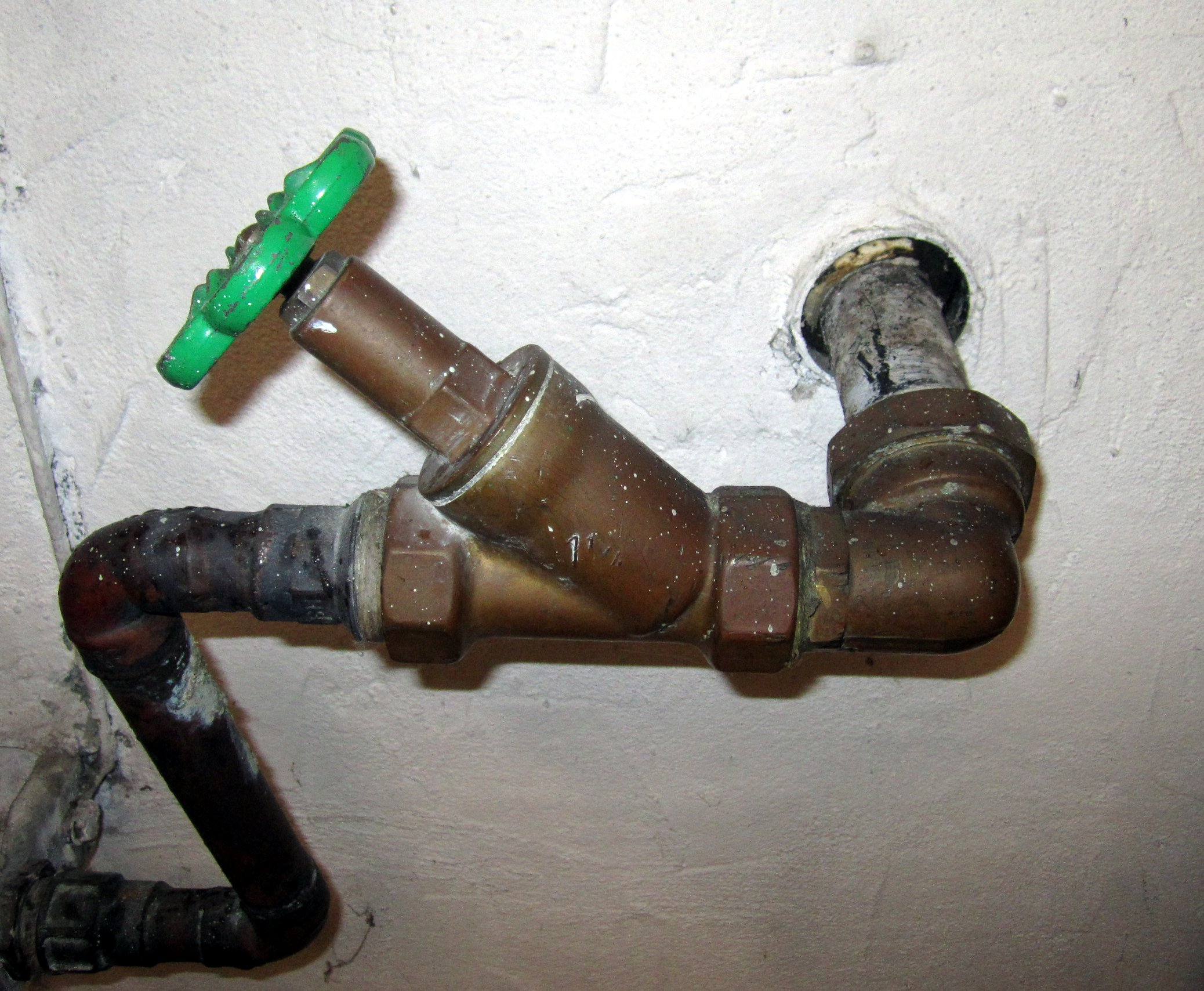
Wasserhauseinführung mit Absperrventil

Wasserhauseinführungen sind Hauseinführungen. Sie dienen also der Einführung der Trinkwasserleitung durch die Außenwand oder die Bodenplatte eines Gebäudes. Hauseinführungen müssen Anforderungen an Sicherheit, Festigkeit und Lebensdauer erfüllen. 
Wasserhauseinführungen können auch Bestandteil einer Mehrspartenhauseinführung sein.

## Aufbau
Wasserhauseinführungen gibt es in unterschiedlichen Ausführungen. Die Sicherheitsanforderungen liegen unter denen der Gashauseinführung. Dennoch muss eine Wasserhauseinführung gas- und wasserdicht hergestellt werden, damit weder Grund- oder Sickerwasser, noch Schleichgas zu Schäden oder Gefahren führen kann.
Eingangs- und Ausgangsseite können unterschiedliche Anschlussarten für die Medienrohre aufweisen, wobei die Wasserhauseinführung auch lediglich eine Durchführung für das Medienrohr darstellen kann.

## Sanierung
Traditionell wird Wasserhauseinführung eines Hausanschlusses saniert, indem ein Schacht ausgehoben wird, um Rohrleitung und Hauseinführung freizulegen, zu entfernen und zu erneuern. Neuerdings kommen auch grabenlose Systeme beim Neuverlegen es Hausanschlusses zum Einsatz. Die Hauseinführung kann dann durch eine sogenannte Sanierungskapsel hergestellt werden.